# Antonio Fernandes
Antonio Fernandes, také Alvaro Fernandes (15. století, Portugalsko – 15. století?) byl portugalský cestovatel, mořeplavec a první Evropan, který v roce 1446 doplul k pobřeží, kde dnes leží Guinea-Bissau.
Byl synovcem João Gonçalvese Zarca, který objevil Madeiru. On sám plul na jih od ústí řeky Senegal a doplul až k ústí řeky Gambie. V roce 1446 při druhé výpravě plul k pobřeží Sierry Leone. Přestože byl pouhý tesař, byl v roce 1507 vyhoštěn z Portugalska a pro své jazykové schopnosti byl poslán do Sofaly v jižním Mosambiku. Někdy okolo roku 1514 navštívil říši Monomotapu a po řece Sabi postupoval do vnitrozemí, kde objevil rozvodí Zambezi–Limpopo. Byl prvním, kdo se setkal s Křováky a popsal kamenné stavby v Zimbabwe. Donesl poměrně přesné zprávy o zlatých dolech a vodopise v této oblasti. Jeho cesty časem upadly v zapomnění. Oblast znovuobjevil německý cestovatel Karl Mauch.